# Йоганнесбурзька фондова біржа
JSE Limited (раніше JSE Securities Exchange та Йоганнесбурзька фондова біржа — найбільша фондова біржа в Африці. Вона розташована в Сандтоні, районі Йоганнесбурзького міського округу, Південна Африка, після того, як переїхала з центру Йоганнесбурга у 2000 році. У 2003 році на JSE котирувалися 473 компанії, ринкова капіталізація яких становила 182 дол. 6 млрд (158 млрд євро), а також середньомісячний обсяг торгів у розмірі 6,399 млрд доларів США (5,5 млрд євро) Станом на березень 2022 року ринкова капіталізація JSE становила 1,36 трлн доларів США.

### JSE TradElect
Повністю автоматизована (електронна) торгова система JSE називається Millennium Exchange, яка замінила систему JSE TradElect у 2012 році, яка своєю чергою замінила систему JSE SETS у квітні 2007 року, яка замінила систему JSE JET у травні 2002 року.
Перехід на Millennium Exchange передбачав перенесення платформи з Лондона на нову платформу, розміщену в будівлі JSE в Йоганнесбурзі, що дозволило прискорити виконання транзакцій. На JSE функціонує центральна система торгівлі на основі книги заявок з аукціонами відкриття, внутрішньоденними та закриття.

### Sens
У серпні 1997 року JSE запустила Службу біржових новин у режимі реального часу (Sens) з метою підвищення прозорості ринку та довіри інвесторів. Спочатку компанії, що пройшли лістинг, могли користуватися цією послугою за бажанням протягом двомісячного випробувального періоду.
З 15 жовтня розширені вимоги лістингу JSE зобов'язують компанії поширювати будь-які корпоративні новини або інформацію, що може вплинути на ціни, через цю службу, перш ніж використовувати будь-які інші засоби масової інформації. Sens надається всіма основними телекомунікаційними сервісами.

### Strate
З моменту свого заснування, Strate (Pty) Ltd став ліцензованим Центральним депозитарієм цінних паперів Південної Африки (CSD) для електронних розрахунків за фінансовими інструментами в Південній Африці. Основною метою Strate є зниження ризиків, підвищення ефективності фінансових ринків Південної Африки та покращення її інвестиційного іміджу.
Strate здійснює розрахунки за низкою цінних паперів, включаючи акції та облігації для Йоганнесбурзької фондової біржі (JSE), а також за низкою похідних продуктів, таких як варанти, біржові інвестиційні фонди (ETF), роздрібні облігації та трекерні фонди. Зараз він додав до свого портфеля послуг розрахунки за цінними паперами грошового ринку. Він надає послуги емітентам для їхніх інвесторів відповідно до Закону про компанії та Закону про послуги з цінних паперів (SSA) 2004 року.

## Години роботи
Звичайні торгові сесії JSE проходять з 9:00 до 17:00 у всі робочі дні, крім суботи, неділі та святкових днів, оголошених біржею заздалегідь.